# Big Yellow Taxi
"Big Yellow Taxi" er en sang skrevet af den canadiske singer-songwriter Joni Mitchell i 1970. Sangen blev udgivet på hendes album Ladies of the Canyon og er en af hendes mest kendte sange.

## Sangens tilblivelse
Ideen til sangen kom, da Joni Mitchell på et tidspunkt var på Hawaii, hvor hun boede på et hotel. Den første morgen, da hun trak gardinet fra, så hun først et dejligt naturlandskab med grønne bjerge i baggrunden. Dernæst så hun ned lige foran hotellet, hvor der var en enorm parkeringsplads.
Sangens omkvæd viser interesse for miljøbeskyttelse med linjer som "They paved paradis to put up a parking lot", og de første vers giver eksempler på, at miljøet ikke beskyttes i samtiden samt ønsket om at gøre noget ved det. I sangens sidste vers vender Mitchell blikket til et mere personligt univers, hvor en person forsvinder fra jeg-personen og tager den "big yellow taxi", som er sangens titel. Der er forskellige tolkninger af, hvem der forsvinder, samt hvordan det sker. Den bogstavelige tolkning er, at det er kæresten, der sniger sig ud om natten, tager en taxi og forsvinder. Men det har også været foreslået, at det er faderen, der rejser, lige som taxien kan være et billede på en politibil, der i Toronto var gule på den tid, så personen bliver taget med af politiet.

## Joni Mitchells egne udgaver
Originalindspilningen af sangen findes på Joni Mitchells tredje album, Ladies of the Canyon, og den blev ligeledes udsendt som single. 
Sangen findes desuden på live-albummet Amchitka, der er baseret på en støttekoncert til det, der senere blev Greenpeace. Denne udgave er speciel ved, at "Big Yellow Taxi" går over i den gamle rock-standard "Boney Maroney". En anden live-udgave findes på Miles of Aisles fra 1974.
I 2007 blev sangen genudgivet i en nyindspillet og nyarrangeret udgave på albummet Shine; teksten er her ændret i en enkelt linje.
Originaludgaven findes også på opsamlingsalbummet Hits fra 1996.

## Fortolkninger af andre kunstnere
"Big Yellow Taxi" er den næstmest kopierede af Joni Mitchells sange og findes i mere end 300 versioner. Den mest kopierede er "Both Sides, Now". I flere af disse udgaver er teksten ændret en smule.
Blandt de kunstnere, der har indspillet sangen, kan nævnes:
- Bob Dylan (1973 på albummet Dylan, indspillet i 1970)
- Amy Grant (1995 på albummet House of Love)
- Janet Jackson (1997 på debutalbummet The Velvet Rope; der er tale om Mitchells udgave i en samplet version på sangen "Got 'Til It's Gone")
- Counting Crows (2002 på albummet Hard Candy. Nummeret findes som et "skjult nummer" på albummet, men det blev især kendt i denne udgave, da sangen kom med i filmen Two Weeks Notice og det tilhørende soundtrack, her med Vanessa Carlton.)
- Cher (2005 på albummet Live and Loud, Volume II; indspilningen er af tidligere dato)
- Nena (2007 på albummet Cover Me)

## Sangen i andre medier
I midten af 1970'erne blev der lavet en video til sangen i form af en animationsfilm, der blev brugt i et afsnit af Sonny & Chers tv-serie.  